# 長崎 - 佐世保線

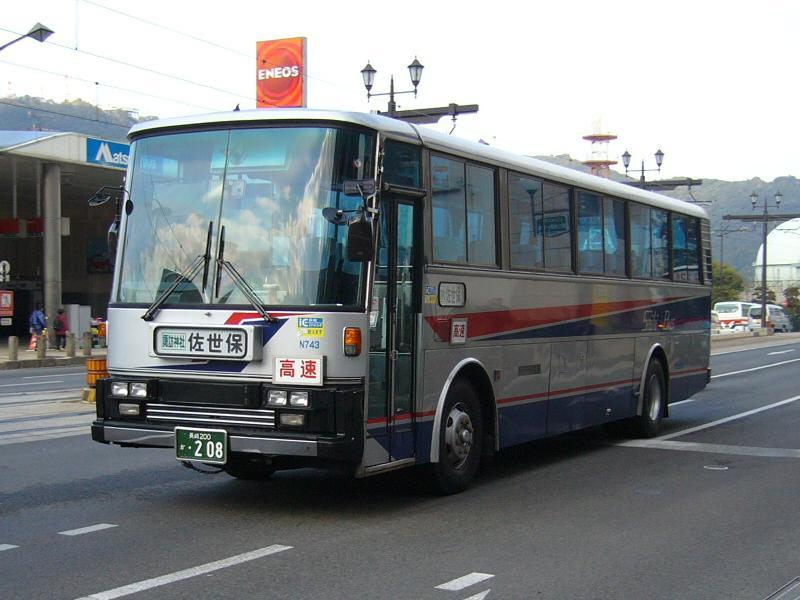
西肥バス便

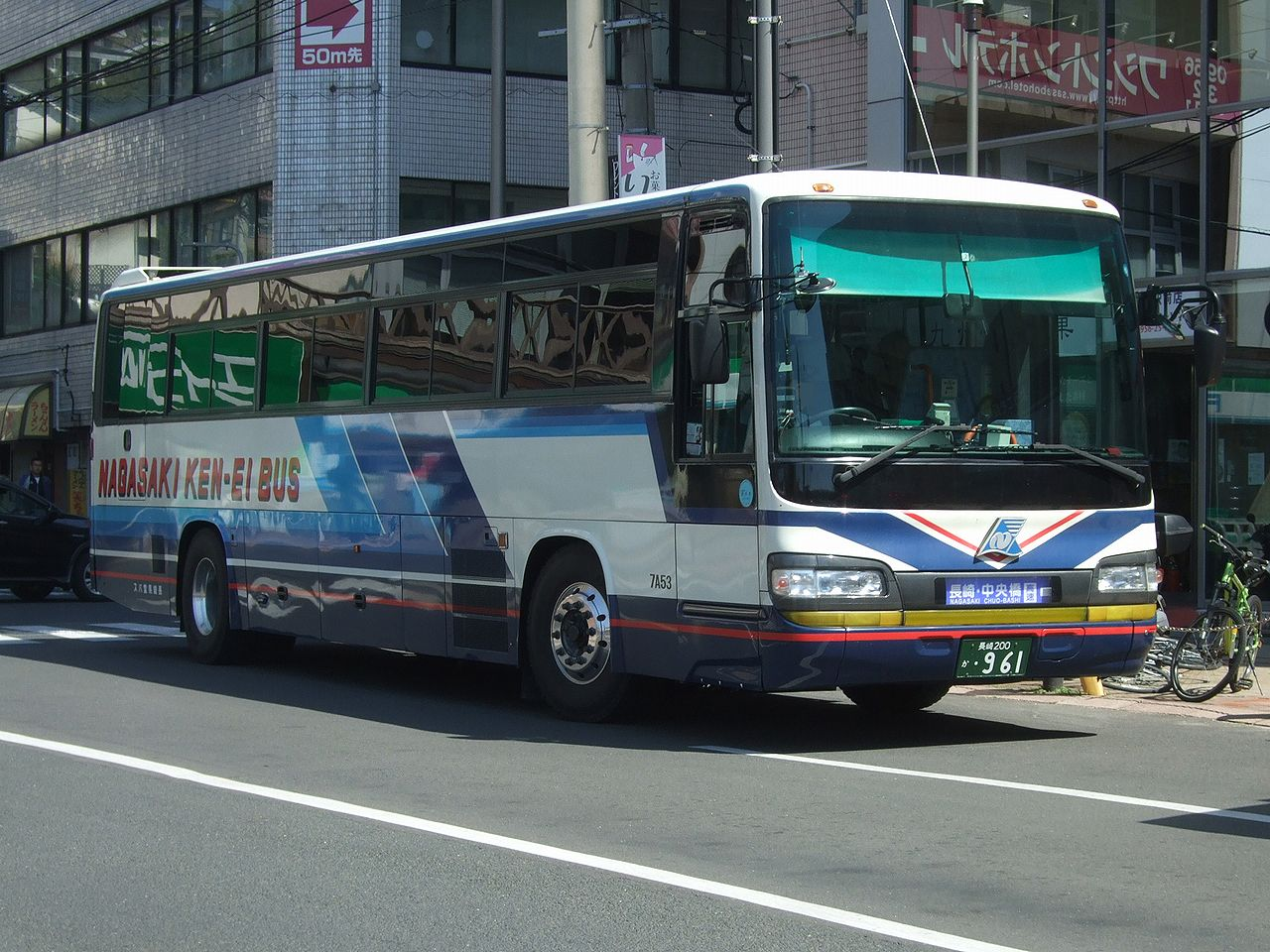
長崎県営バス便

長崎 - 佐世保線（ながさき - させぼせん）は、長崎県長崎市と佐世保市を結ぶ高速バス路線である。特に愛称が設定されていないため普通「長崎-佐世保線」と呼ばれるが、場合によっては本来運行系統の区別上の名称である「スーパーノンストップ号」などと呼ばれることもある。長崎県交通局（長崎県営バス）と西肥自動車（西肥バス）によって共同運行されており、西肥自動車運行便のうち北松浦郡佐々町まで乗り入れる便が、佐々バスセンター発始発5便と同着終着5便ある。
本記事では、長崎市と佐世保市のハウステンボスを結ぶ長崎 - ハウステンボス線についても記述する。

## 長崎 - 佐世保線
長崎自動車道・西九州自動車道を経由して長崎市の長崎駅前と佐世保市の佐世保バスセンター（佐世保駅前）の間を結ぶ路線で、西肥自動車運行の一部の便は佐々バスセンターまで乗り入れる。
座席定員制で（予約は不要だが、定員を超えると乗車できない）、nagasaki nimocaやSUNQパス（全九州版・北部九州版）の利用が可能である。
佐々・佐世保・波佐見エリア～諫早・長崎エリア相互間をnagasaki nimoca、SUGOCA、Suica、PASMOなどの交通系ICカード全国相互利用サービス対応カードで利用した場合は運賃が100円引きとなる他、nimocaで利用した場合はnimocaポイントが付与される。ただし、佐々～佐世保間及び佐世保市内のみの利用はICカード割引やnimocaポイントは適用されない。

### 運行会社
- 長崎県交通局 （担当営業所：東長崎営業所）
- 西肥自動車 （担当営業所：長崎営業所、北部営業所）

### 運行系統
運行系統は、おもに長崎市内の経路によって次の5つに分かれる（2019年4月1日現在）。
1. スーパーノンストップ（ながさき出島道路経由）
  - ながさき出島道路経由で、長崎駅前と佐世保バスセンター間を最速（1時間25分）で結ぶ系統。長崎行き6本（1本は土休日運休）、佐世保行き6本運行。当初は長崎県交通局のみの運行だったが、西肥自動車も運行を開始した。長崎行きのうち1本（土休日運休）は佐々バスセンター発。
2. ノンストップ（昭和町経由）
  - 長崎バイパス（川平 - 長崎多良見IC）経由。最も運行本数の多い系統で、長崎行きは中央橋が終点になる。長崎行き11本、佐世保行き11本（1本は土休日運休）運行。所要時間は1時間33分（佐世保-中央橋間）。
3. 波佐見有田IC・諫早インター経由
  - ノンストップ（昭和町経由）と運行経路は同じだが、波佐見有田ICと諫早インターに停車する。長崎行き3本のみの運行。所要時間は1時間40分（佐世保-中央橋間）。
4. 波佐見有田IC経由
  - ノンストップ（昭和町経由）と運行経路は同じだが、波佐見有田ICに停車する。長崎行き1本、佐世保行き4本運行で、うち1往復が佐々バスセンター発着。所要時間は1時間38分（佐世保-中央橋間）。
5. 諫早インター経由
  - ノンストップ（昭和町経由）と運行経路は同じだが、諫早インターに停車する。長崎行き5本、佐世保行き5本運行。所要時間は1時間35分（佐世保-中央橋間）。

### 停車停留所
▼：佐世保（佐々）行きは乗車のみ、長崎行きは降車のみ可能
▽：長崎行きの降車のみ可能
▲：長崎行きは乗車のみ、佐世保（佐々）行きは降車のみ可能
◆：双方向に乗降可能
｜：通過
∥または無印：経由せず
| 停車停留所名                    | 停留所所在地 | 停留所所在地     | スーパー ノンストップ | ノンストップ | 波佐見有田IC・ 諫早インター経由 | 波佐見有田IC 経由 | 諫早インター 経由 | 備考 |
| ------------------------------- | ------------ | ---------------- | --------------------- | ------------ | ------------------------------- | ----------------- | ----------------- | --- |
| 中央橋                          | 長崎県       | 長崎市           |                       | ▽            | ▽                               | ▽                 | ▽                 | |
| 長崎駅前                        | 長崎県       | 長崎市           | ▼                     | ▼            | ▼                               | ▼                 | ▼                 | |
| 大波止                          | 長崎県       | 長崎市           | ▼                     | ∥            | ∥                               | ∥                 | ∥                 | |
| 浦上駅前                        | 長崎県       | 長崎市           | ∥                     | ▼            | ▼                               | ▼                 | ▼                 | |
| 平和公園                        | 長崎県       | 長崎市           | ∥                     | ▼            | ▼                               | ▼                 | ▼                 | |
| 大橋                            | 長崎県       | 長崎市           | ∥                     | ▼            | ▼                               | ▼                 | ▼                 | |
| 長大東門前                      | 長崎県       | 長崎市           | ∥                     | ▼            | ▼                               | ▼                 | ▼                 | |
| 昭和町                          | 長崎県       | 長崎市           | ∥                     | ▼            | ▼                               | ▼                 | ▼                 | |
| 諫早インター                    | 長崎県       | 諫早市           | ｜                    | ｜           | ▼                               | ｜                | ▼                 | |
| 波佐見有田IC                    | 長崎県       | 東彼杵郡波佐見町 | ｜                    | ｜           | ▲                               | ▲                 | ｜                | |
| 卸本町入口                      | 長崎県       | 佐世保市         | ▲                     | ▲            | ▲                               | ▲                 | ▲                 | |
| 日宇駅前                        | 長崎県       | 佐世保市         | ▲                     | ▲            | ▲                               | ▲                 | ▲                 | |
| 佐世保バスセンター              | 長崎県       | 佐世保市         | ◆                     | ◆            | ▲                               | ◆                 | ▲                 | |
| 京町                            | 長崎県       | 佐世保市         | ◆                     | ◆            |                                 | ◆                 |                   | |
| 島瀬町                          | 長崎県       | 佐世保市         | ◆                     | ◆            |                                 | ◆                 |                   | |
| 松浦町（国際通り）              | 長崎県       | 佐世保市         | ◆                     | ◆            |                                 | ◆                 |                   | |
| 佐々インター・ 佐々バスセンター | 長崎県       | 北松浦郡佐々町   | ◆                     | ◆            |                                 | ◆                 |                   | ※佐々発着便の停車では、長崎行きは佐々インター発→佐々バスセンターの順、佐々行きは佐々インター→佐々バスセンター着の順になる。 |

### 運行経路
- スーパーノンストップ
  - 長崎市内 - ながさき出島道路 - 長崎IC - 長崎自動車道 - 武雄JCT - 西九州自動車道 - 佐世保大塔IC - 国道35号 - 佐世保バスセンター【 - 佐世保中央IC - 西九州自動車道 - 佐々IC - 佐々バスセンター】
    - 【 】内は佐々バスセンター発着便のみ。
- ノンストップおよび諫早インター・波佐見有田IC経由
  - 長崎市内（国道206号 - 長崎県道113号長与大橋町線 - 昭和町出入口） - 長崎バイパス - 長崎多良見IC - 長崎自動車道 - （以下、スーパーノンストップと同じ）

### 車内設備
- 4列シート、トイレなし
- 西肥自動車運行便は、コンセント又はUSBポート付き車両がある。

### 沿革
前身は、1950年に運行開始された一般道（国道34号・国道205号）を通って長崎と佐世保を諫早・大村経由で結ぶ特急・急行バス路線で、長崎県交通局と西肥自動車の相互乗り入れによって運行されていた。一部の便は旧北松浦郡田平町（現・平戸市）の平戸口桟橋まで、1977年の平戸大橋開通以降は平戸桟橋まで（西肥自動車のみ）直通運転されていた。
その後、1982年に長崎自動車道（長崎多良見IC～大村IC間）の部分開通により、長崎～佐世保間の特急バスを置き換える形で高速バスの運行を開始。1990年には長崎自動車道武雄北方IC～大村IC間と西九州自動車道（武雄JCT～佐世保大塔IC間）の開通によって経路を変更し、現在の「ノンストップ（昭和町経由）」とほぼ同じ経路を運行するようになった。同時に平戸までの直通便の一部も高速バスに置き換えられ、またこの頃までは一般道経由の急行バスも存続していたが、平戸直通便は翌1991年に、急行バスも平戸口桟橋までの直通便も含めて1996年に廃止された。
高速バスは徐々に増便され、1992年には長崎市内を長崎県道235号昭和馬町線 - 西山町出入口 - 長崎バイパス - 長崎多良見IC - と経由する「スーパーノンストップ（西山バイパス経由）」が運行開始した。
2007年には佐々バスセンターまでの延長運転（西肥自動車のみ）、およびながさき出島道路経由の「スーパーノンストップ」の運行（長崎県交通局のみ）が開始された。2011年11月1日のダイヤ改正により、それまで「スーパーノンストップ」であった西山バイパス経由が「ノンストップ」へと変更され、所要時間が10分延びた。2012年1月10日には佐々バスセンター発着便の始発地が佐々インターに変更された。
2013年6月17日のダイヤ改正による大幅なリニューアルで「スーパーノンストップ（ながさき出島道路経由）」が増便されることに伴い、「ノンストップ（西山バイパス経由）」便が廃止された。これにより、「諏訪神社前」バス停留所は廃止され「中央橋」バス停留所は降車専用となった。また、西肥自動車も「スーパーノンストップ（ながさき出島道路経由）」を運行開始し、長崎行の1本（※土日祝運休）は佐々インター（→佐々バスセンター）発となった。また、降車専用だった「大橋」バス停留所が乗降可能となり、さらに昭和町～大橋間に「長大裏門前」（現「長大東門前」）バス停留所が設置された。
2014年10月1日のダイヤ改正より、佐世保バスセンター～佐々インター・佐々バスセンター間の乗降が可能になった。また、長崎行最終便の始発地が佐々インターから佐世保バスセンターに変更になった。
2019年4月1日のダイヤ改正より、ノンストップ便・各停便の一部に、諫早インターの停留を開始した。
2024年4月1日のダイヤ改正より、ノンストップ便・各停便に、平和公園の停留を開始した。

## 長崎 - ハウステンボス線
佐世保市のテーマパーク ハウステンボスと長崎市を結ぶバス路線。2010年3月をもって一旦路線が廃止されたが（後述）、同年10月に長崎県交通局が単独で運行再開。再度廃止となるが、2022年から西肥自動車が単独で運行再開。
座席は予約座席指定制であり、乗車前に発券窓口や電話にて予約する必要がある。全席指定席である。SUNQパス（全九州版・北部九州版とも）も使用可能。nagasaki nimocaなどの全国相互利用サービスに対応した交通系ICカードも使用可能。WEB割引運賃プランや他路線との組み合わせでの割引きっぷも発売している（後述）。

### 運行会社と担当営業所
- 西肥自動車（長崎営業所）

### 所要時間
- 長崎駅前 - ハウステンボス：1時間15分

### 車内設備
- 4列シート、トイレなし

### 停車停留所
▼：ハウステンボス行きは乗車のみ、長崎行きは降車のみ可能
▲：長崎行きは乗車のみ、ハウステンボス行きは降車のみ可能
| 停車停留所名   | 停留所所在地 | 停留所所在地 | 停車 | 備考 |
| -------------- | ------------ | ------------ | ---- | ---- |
| 長崎駅前       | 長崎県       | 長崎市       | ▼    |      |
| 大波止         | 長崎県       | 長崎市       | ▼    |      |
| ハウステンボス | 長崎県       | 佐世保市     | ▲    |      |

### 運行経路
- 長崎市内 - ながさき出島道路 - 長崎IC - 長崎自動車道 - 武雄JCT - 西九州自動車道 - 佐世保大塔IC- 国道205号 - ハウステンボス

### 沿革
ハウステンボスの開園と同日の1992年（平成4年）3月25日に長崎県交通局・西肥自動車の共同で1日18往復（県営9往復・西肥9往復）運行を開始した。しかし、並行するJR九州の長崎本線・大村線の快速・普通列車に比べ利用は低迷し、減便を繰り返した。2005年（平成17年）3月31日、長崎県交通局が路線撤退して西肥自動車の単独運行となり、その後ウインズ佐世保（中央競馬開催日のみ）まで乗り入れて収支改善を図ろうとしたが、2009年に施行された「ETC休日割引（1000円高速）」によりマイカー利用が増加した影響でさらに収支が悪化し、2010年（平成22年）4月1日、路線を廃止した。なお、この時点での停車地は長崎駅前、中央橋、諏訪神社前、彼杵本町、川棚バスセンター、ハウステンボス、ウインズ佐世保（中央競馬開催日のみ、一部の便を除く）。
その後、同年10月2日、長崎県交通局が単独で土曜・日祝日・お盆・年末年始限定の1日2往復で運行再開したものの、再度廃止。
コロナ禍後の2022年9月23日～2023年1月9日に、西肥自動車が期間限定で路線を復活、同年8月31日までの期間延長を経て、再度正式運行となった。同年3月13日からは福岡～佐世保～ハウステンボス～長崎の相互間を割引価格で利用できる【とりっぷきっぷ長崎・佐世保・ハウステンボス】が発売開始となった。
現在ではハウステンボス休園日を除き毎日運行しているが、通常は2往復、特定日の場合は4往復に増便して運行している。